# Bessude
Bessude település Olaszországban, Szardínia régióban, Sassari megyében. Lakosainak száma 383 fő (2023. január 1.). Bessude Banari, Bonnanaro, Borutta, Ittiri, Siligo és Thiesi községekkel határos.

## Népesség
A település népességének változása:
| Lakosok száma | 413  | 410  | 383  |
|               | 2017 | 2018 | 2023 |